# Seconde bataille de Fort Sumter
Guerre de Sécession
Batailles
Opérations contre les défenses de Charleston
- 1re Charleston Harbor
- 1re Fort Wagner
- Grimball's Landing (en)
- 2e Fort Wagner
- 2e Charleston Harbor
- 2e Fort Sumter

La seconde bataille de Fort Sumter a lieu le 8 septembre 1863, au fort Sumter, dans le port de Charleston.
Le général confédéré Pierre Gustave Toutant de Beauregard, qui avait commandé les défenses de Charleston et capturé fort Sumter lors de la première bataille de la guerre, commandait l'ensemble des défenseurs. Dans la bataille, les forces de l'Union sous le commandement du major général Quincy Adams Gillmore tentent de reprendre le fort à l'embouchure du port. Les artilleurs de l'Union avaient bombardé le fort avec des batteries situées à Morris Island et, après ce violent bombardement, Beauregard, soupçonnant une attaque, remplace la quasi-intégralité des artilleurs par des fantassins qui repoussent le détachement naval de débarquement.